# صهیونیسم اسلامی
صهیونیسم اسلامی به مفهوم یا تفکری گفته می‌شود که در آن برخی مسلمانان معتقد به یا موافق با بازگشت یهودیان به سرزمین مقدسشان اسرائیل هستند.

## پیشینه

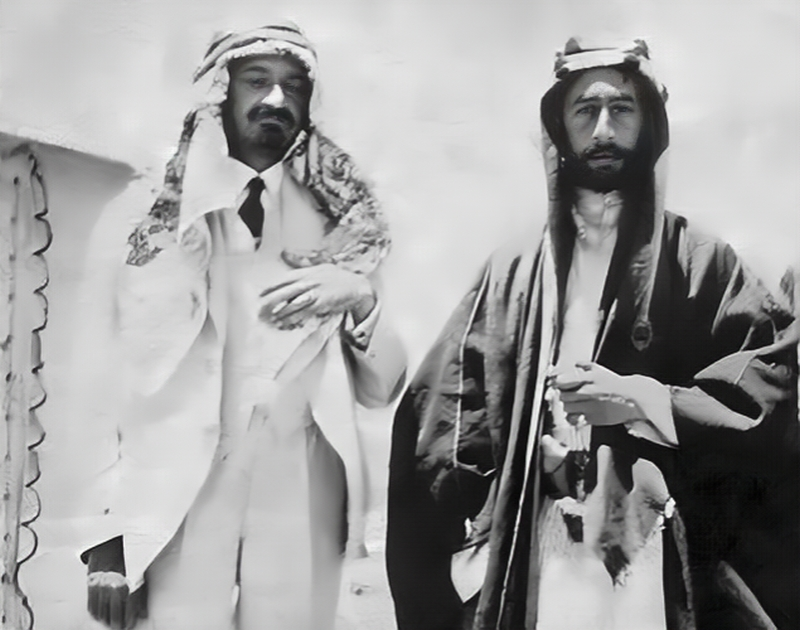
فیصل اول امیر عراق در دیداری در سال ۱۹۱۸ میلادی با حاییم وایزمن در سمت چپ، که لباسی عربی به نشانهٔ دوستی بر تن دارد.

مسلمانان دیگری نیز در طول تاریخ با حرکت صهیونیسم موافق بوده، از جمله برخی کردها، و برخی از مسلمانان شمال آفریقا. فیصل اول پادشاه عراق نیز در سال ۱۹۱۹ اعلام داشت:
عرب‌ها، بخصوص تحصیل‌کردگان ما، با همدردی فراوان به حرکت صهیونیسم می‌نگرند. تا آنجایی که بتوانیم و به ما مربوط باشد به تلاش آنها کمک می‌کنیم. ورود آنها به موطن‌شان را خوشامد می‌گوییم.
صهیونیسم به رغم توفیقات بزرگ و کارساز در میان جوامع یهودی و مسیحی که به ظهور فرقه‌های صهیونیسم یهودی و صهیونیسم مسیحی انجامید، در جهان اسلام و در میان مسلمانان توفیقی نداشت. البته جریانها و شخصیت‌هایی ظهور کردند که به نوعی «صهیونیسم اسلامی» گرایش نشان دادند. دو فرقه احمدیه و بهایی را می‌توان از این جریانها بحساب آورد. تفسیر آنها از برخی آیات قرآن موید ادعای صهیونیسم بر سرزمین فلسطین بود. اما عملاً این فرقه‌ها نیز موفقیت (یا تمایل) جدی در ترویج ارزشهای صهیونیستی در جهان اسلام نداشتند.
صلح امارات و بحرین آن تحول خطیری است که می‌تواند زمینه تولد صهیونیسم اسلامی در جهان اسلام و شکل‌گیری فرقه‌ای جدید در میان مسلمانان باشد؛ فرقه‌ای که می‌تواند مسلمان باشد و براساس ارزشها و اعتقادات اسلامی، صهیونیسم و ادعاهای آن و دوستی با آن را توجیه کند. براین اساس اشغال فلسطین و تصاحب آن می‌تواند اراده و تقدیر الهی قلمداد شود و یهودیان در این سرزمین صاحب حقی ویژه شناخته شوند و صلح با یهودیان، در هر شرایطی، فرضیه‌ای دینی بحساب آید.

## مشاهیر مسلمان صهیونیست
- دکتر توفیق حمید از مصر[۹]
- شیخ عبدالهادی بالاتزی از سوریه[۱۰]
- تشبیه سید از پاکستان[۱۱]
- صلاح‌الدین شعیب از بنگلادش[۱۲][۱۳]

## در قرآن

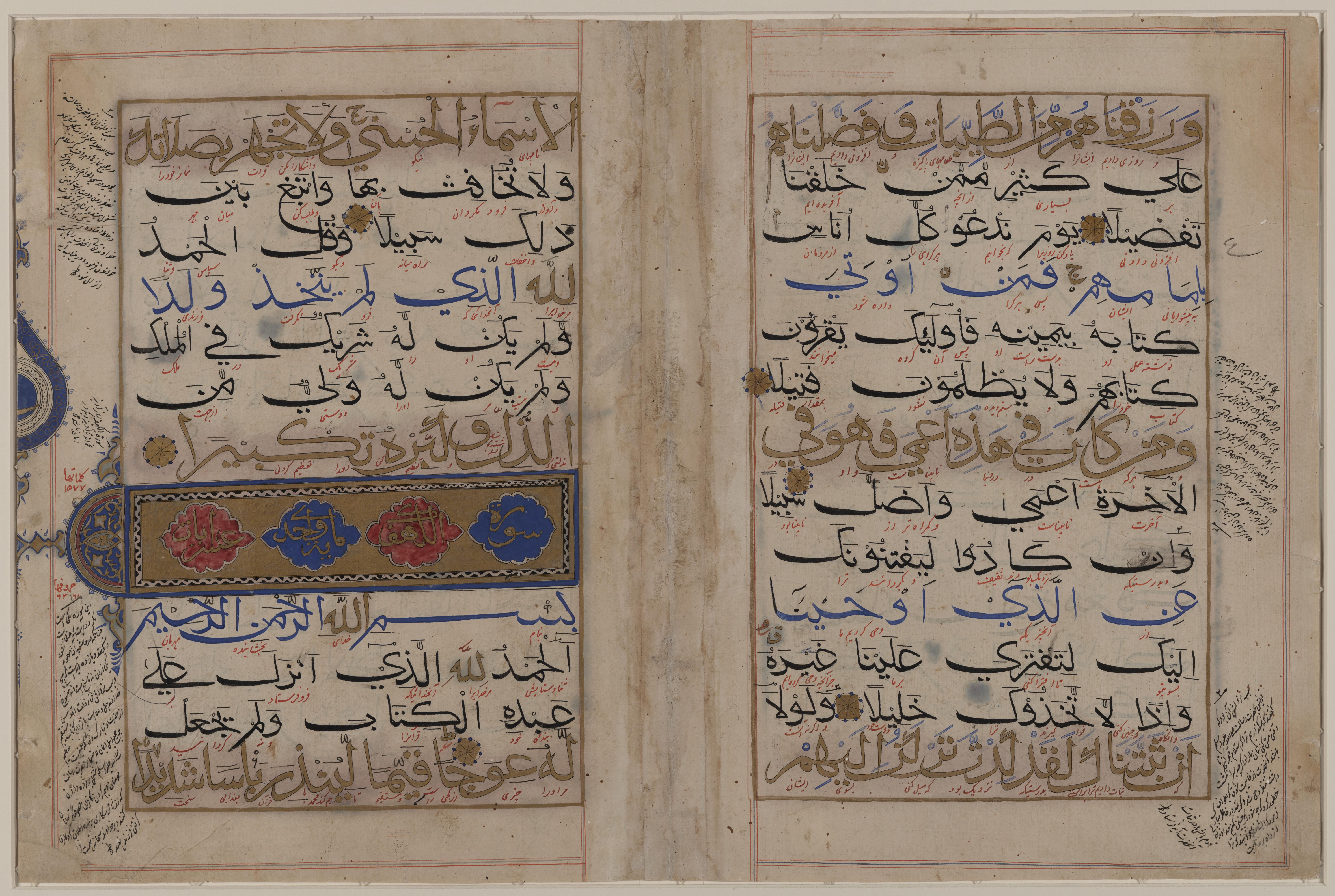
بنا بر گفته خلیل محمد از دانشوران حقوق اسلامی، مفسرین قرون وسطای قرآن از جمله ابن کثیر، سوره بنی‌اسرائیل قرآن را چنین تفسیر کرده‌اند که سرزمین اسرائیل به یهودیان وعده داده شده است.

خلیل محمد، استاد حقوق اسلامی دانشگاه ایالتی سن‌دیگو، ذکر کرده که آیه ۲۱ از سوره ۵ قرآن، و تفاسیر دینی قرون وسطی از قرآن می‌گویند که فلسطین متعلق به یهودیان است. بدین ترتیب او آن را چنین ترجمه می‌کند:
«[موسی گفت]: ای قوم من به سرزمین مقدسی که خداوند برای شما مقرر داشته‌است درآیید و به عقب بازنگردید که زیانکار خواهید شد.»
خلیل محمد در اینجا «مقرر داشته» را به معنای کلام آخر خدا در این زمینه می‌داند. در واکنش به این گفته، او انبوهی از نامه‌های نفرت آمیز دریافت کرده است.
قرآن، سوره ۱۷ (اسراء), آیه ۱۰۴:
«و پس از او به فرزندان اسرائیل گفتیم در این سرزمین ساکن شوید پس چون وعده آخرت فرا رسد شما را همه با هم محشور می‌کنیم.»
قرآن، سوره ۵ (مائده), آیه‌های ۲۰-۱۰۷:
«ای قوم من به سرزمین مقدسی که خداوند برای شما مقرر داشته‌است درآیید و به عقب بازنگردید که زیانکار خواهید شد.»